# Шульга, Дмитрий Викторович
Дмитрий Викторович Шульга (род. 23 мая 1976, Минск) — белорусский хоккеист, нападающий, тренер.

## Биография
Игрок юношеской команды «Динамо» Минск. В сезоне 1993/94 играл за минские клубы «Тивали» и «Юность». В сезонах 1994/95 — 1995/96 выступал за российский ЦСКА-2, провёл 10 матчей за ЦСКА. В сезоне 1996/97 играл за минскую «Юность». Следующий сезон начал в клуб российской Суперлиги «Мечел» Челябинск, провёл три матча в плей-офф за «Северсталь» Череповец. После начала сезона 1998/99 перешёл в «Динамо-Энергию» Екатеринбург. Вернувшись в Белоруссию, выступал за «Керамин» Минск (2003/04 — 2009/10) и «Шахтёр» Солигорск (2010/11 — 2012/13).
Тренерская (2014/15), главный тренер (2015/16 — 2017/18) клуба «Шахтёр-2». Главный тренер «Шахтёра» (2018/19). Главный тренер сборных команд Белоруссии U17 (2019/20, 2021/22, 2023/24) и U18 (2020/21, 2022/23) в первенстве страны. С сезона 2024/25 — главный тренер команды МХЛ «Белые медведи» Челябинск.

## Достижения
Как игрок
- Чемпион Белоруссии (2008).
- Серебряный призёр чемпиона Белоруссии (2004, 2005, 2007).
- Чемпион ВЕХЛ (2004).
- Обладатель Кубка Белоруссии (2008).

Как тренер
- Победитель (2016, 2020, 2023), финалист (2017) высшей лиги Белоруссии
- Победитель регулярного чемпионата высшей лиги Белоруссии (2016, 2017).
- бронзовый призёр Экстралиги (2019).